# Zakázané uvolnění

Pokud hráč B vystřelí puk až za koncovou čáru zakázaného uvolnění, jde o zakázané uvolnění; v situaci A o porušení pravidla nejde

Zakázané uvolnění (anglicky icing [ajsing]) je nedovolený způsob hry v ledním hokeji. Nastává v situaci, kdy hráč jakkoli odehraje puk z vlastní poloviny hřiště (tj. před půlicí červenou čarou) tak, že bez dotyku dalšího hráče (ale i s případným odrazem od hrazení či ochranného skla) přejede až za úroveň branky soupeře. Takto hrát puk smí jen družstvo při hře v oslabení. Pokud se tým dopustí icingu v době, kdy oslaben není, rozhodčí přeruší hru a následuje vhazování v obranném pásmu tohoto družstva, které navíc mezitím nesmí vystřídat.
Cílem pravidla o zakázaném uvolnění je zamezit divácky nezáživnému způsobu hry, kdy by se družstvo snažilo bránit jen bezcílným odpalováním puku co nejdále od vlastní branky. V situaci pod tlakem je ale icing někdy „nejmenší zlo“, které přeruší soupeřovu šanci a umožní hráčům na ledě alespoň chvilku odpočinku a konsolidaci před další rozehrávkou.

## Varianty
Existují tři způsoby vyhodnocování zakázaného uvolnění. V původní podobě se zakázané uvolnění pískalo jen v případě, že se poté, co puk přejel brankovou čáru, jako první puku dotkl hráč druhého družstva. Pokud k puku stihl jako první dojet hráč družstva, které ho odehrálo, o icing se nejednalo. Od tohoto způsobu posuzování se v československé lize a následně i podle mezinárodních pravidel IIHF upustilo po tragické nehodě Luďka Čajky v roce 1990, při které se Čajka sprintující za pukem srazil s hráčem druhého mužstva, spadl a narazil hlavou do hrazení, čímž si způsobil vážné zranění páteře, kterému posléze podlehl.
Proto bylo zavedeno automatické zakázané uvolnění, pro které rozhodčí přerušoval hru okamžitě, jakmile puk překročil brankovou čáru, takže již hráči neměli důvod závodit ve sprintu za pukem. Tato podoba pravidla však poškozovala i divácky atraktivní útočnou hru s dlouhou přihrávkou na najíždějícího útočníka.
Nejmodernější je tzv. hybridní zakázané uvolnění, při kterém čároví rozhodčí vyhodnocují, zda bude u puku dříve útočící, či bránící hráč. Nejpozději v okamžiku, kdy první hráč dosáhne úrovně koncových bodů vhazování, se musí rozhodčí rozhodnout, zda může být hráč, jehož tým puk odehrál, u puku jako první (v tom případě je zakázané uvolnění zrušeno), nebo zda icing odpíská. Tento způsob rozhodování umožňuje týmu poslat dlouhou přihrávku, pokud jeho hráč může puk dostihnout jako první, ale zajišťuje bezpečnost hráčů tím, že sprint o puk končí úrovní koncových bodů vhazování (ještě deset metrů před koncem hřiště).
Mezinárodní pravidla IIHF, česká Extraliga ledního hokeje, americká NHL i mnoho dalších profesionálních soutěží používají hybridní zakázané uvolnění. Nižší a amatérské soutěže často používají automatické zakázané uvolnění kvůli ještě vyšší bezpečnosti hráčů.

## Výjimky
O zakázané uvolnění se nejedná v následujících případech:
- pokud družstvo hraje v okamžiku odehrání puku v oslabení (kvůli trestu, nikoli např. při taktické power play soupeře s odvoláním brankáře);
- pokud puk skončí v brance – v takovém případě je uznán gól;
- puk je na zakázané uvolnění odehrán přímo z vhazování;
- pokud mohl pukem podle názoru rozhodčích hrát některý z hráčů druhého týmu kromě brankáře;
- pokud brankář opustí brankoviště nebo se mimo brankoviště pohybuje směrem k puku, případně zkouší puk hrát;
- pokud puk před přejetím čáry zasáhne brankovou konstrukci.

## Signalizace
Možné zakázané uvolnění signalizuje zadní (čárový) rozhodčí vztyčenou paží, kterou drží nahoře až dokud není icing buď odpískán, nebo zrušen. Dokonaný icing naznačí zadní rozhodčí zkřížením rukou ve výši prsou, načež ukáže na příslušný bod vhazování.